# 碓井真史
碓井 真史（うすい まふみ、1959年8月16日 - ）は、日本の社会心理学者。新潟青陵大学大学院教授。博士（心理学)。
日本歯科大学新潟生命歯学部、新潟厚生連佐渡看護学校他の非常勤講師、新潟市スクールカウンセラーを兼任。TeNYテレビ新潟番組審議委員。専門は社会心理学（内発的動機づけ、犯罪心理学、自殺予防など）。

## 人物・経歴
東京都墨田区出身。墨田区立第三寺島小学校、墨田区立寺島中学校、東京都立葛飾野高等学校を経て、日本大学文理学部心理学科卒業。同大学大学院文学研究科心理学専攻博士後期課程修了。博士（心理学）。道都大学社会福祉学部（北海道紋別市）講師・助教授・教授、新潟青陵女子短期大学福祉心理学科（学科新設）教授、新潟青陵大学看護福祉心理学部（大学新設）教授を経て、2006年より現職（大学院新設）。
高校時代は演劇部に所属。都大会出場。大学時代は、キリスト者学生会（KGK）所属。1997年に開始したホームページ「心理学総合案内こころの散歩道」は、総アクセス数3,000万を超えるとされる。地元ローカルテレビ、ラジオにレギュラー出演するとともに、「とくダネ!」など全国放送の番組でも不定期にコメンテーターとして出演している他、「ホンマでっか!?TV」、「たけしのニッポンのミカタ」「ぐるナイ」など、バラエティー番組にも時おり出演している。

## 著書
単著
- 『あなたが死んだら私は悲しい――心理学者からのいのちのメッセージ』いのちのことば社、2010年
- 『誰でもいいから殺したかった!――追い詰められた青少年の心理』ベストセラーズ、2008年
- 『人間関係がうまくいく図解嘘の正しい使い方――ホンネとタテマエを自在にあやつる!心理法則』大和出版、2008年
- 『ふつうの家庭から生まれる犯罪者』主婦の友社、2001年
- 『なぜ少女は逃げなかったのか――続出する特異事件の心理学』小学館文庫、2000年
- 『なぜ少年は犯罪に走ったのか』KKベストセラーズ、2000年

共著多数

## ラジオ出演（レギュラー）
- 新潟放送BSNラジオ「さたばな」心理テストコーナー：碓井クリニックのドキドキ！心理チェック
- ラヂオは～と「松本愛のやっぱり夜が好き」人生相談コーナー「愛の保健室」担当（2022年9月10日 -）
  - FM PORT「NIGHT i」人生相談コーナー「愛の保健室」担当（2005年 - 2020年6月28日）[3]

## テレビ出演（レギュラー）
- NST新潟総合テレビ「スマイルスタジアム」

## その他の出演番組
NHK「視点・論点」「チコちゃんに叱られる！」・TBS「NEWS23」「サンデーモーニング」「報道特集」・フジテレビ「とくダネ!」「ホンマでっか!?TV」・日本テレビ「ぐるぐるナインティナイン」・NHKラジオ第1放送 「Nらじ」など